# Neobombylodes giganteus
Neobombylodes giganteus är en tvåvingeart som först beskrevs av Villeneuve 1920.  Neobombylodes giganteus ingår i släktet Neobombylodes och familjen svävflugor. Inga underarter finns listade i Catalogue of Life.